# Silent Night, Deadly Night (serie di film)
Silent Night, Deadly Night, noto semplicemente come Silent Night, è una serie di film slasher-horror americani che ha come protagonista un Santa Claus omicida.
L'unico capitolo trasmesso in Italia su Italia 1 è il primo film, Natale di sangue (Silent Night, Deadly Night), mentre i seguiti non sono mai stati doppiati in italiano. Il quarto e quinto capitolo hanno avuto la firma e la collaborazione del regista Brian Yuzna.
Di questa saga fanno parte sei capitoli cinematografici (tra cui i cinque film originali e un remake):
- Natale di sangue (Silent Night, Deadly Night) (1984), regia di Charles E. Sellier Jr.
- Silent Night, Deadly Night Part 2 (1987), regia di Lee Harry
- Silent Night, Deadly Night 3: Better Watch Out! (1989), regia di Monte Hellman
- Silent Night, Deadly Night 4: Initiation (1990), regia di Brian Yuzna
- Silent Night, Deadly Night 5: The Toy Maker (1992), regia di Martin Kitrosser
- Silent Night (2012), regia di Steven C. Miller